# Scinax cruentommus
Scinax cruentommus là một loài ếch trong họ Nhái bén.
Nó được tìm thấy ở Brasil, Colombia, Ecuador và Peru, có thể có ở Bolivia và Guyane thuộc Pháp.
Các môi trường sống tự nhiên của chúng là các khu rừng ẩm ướt đất thấp nhiệt đới hoặc cận nhiệt đới, đầm nước nhiệt đới hoặc cận nhiệt đới, đầm nước ngọt, đầm nước ngọt có nước theo mùa, và vườn nông thôn.